# Max Turilli
Marcello „Max“ Turilli (* 18. November 1928 in Rom; † 15. Juni 2006 ebenda) war ein italienischer Schauspieler und Synchronsprecher.
Turilli spielte, untersetzt und stämmig, meist mit Bürstenhaarschnitt den nordischen Typ verkörpernd, zwischen 1962 und 1993 in über fünfzig Filmen und Fernsehserien Nebenrollen, in denen er oftmals als deutscher Offizier besetzt wurde. Als Synchronsprecher setzte er häufig auf Charaktere, denen er einen starken Akzent mitgab, wobei seine Kenntnis der deutschen Sprache hilfreich war. Auch umbrisch-märkisch (wie für Bernard Blier in Riusciranno i nostri eroi a ritrovare l'amico misteriosamente scomparso in Africa?) gehörten zu seinem Repertoire.

## Filmografie (Auswahl)
- 1962: Zehn Italiener für einen Deutschen (Dieci italiani per un tedesco (Via Rasella))
- 1966: Modesty Blaise – Die tödliche Lady (Modesty Blaise)
- 1966: Der schwarze Skorpion (Cifrato speciale)
- 1967: Mach mich kalt, ich friere (Fai in fretta ad uccidermi … ho freddo!)
- 1968: Die Mafia-Story (Sequestra di persona)
- 1969: Der Tag, an dem Gott nicht da war (Quel giorno, dio non c'era)
- 1970: Das Wespennest (Hornets' Nest)
- 1973: Alle für einen – Prügel für alle (Tutti per uno… botte per tutti)
- 1973: Zwei tolle Hunde in Hongkong (Ming, ragazzi!)
- 1975: Der Divisionstrottel (Il sergente Rompiglioni diventa … caporale)
- 1975: Wir sind die Stärksten (Noi non siamo angeli)
- 1977: Das rote Zimmer (La stanza del vescovo)
- 1978: Die große Offensive (Il grande attacco)
- 1981: Flucht von Galaxy III (Giochi erotici nella 3a galassia)
- 1983: Total irre (Bonnie e Clyde all'italiana)
- 1985: Der Assisi Underground (Assisi Underground)
- 1987: Schwarze Augen (Oci ciornie)
- 1993: Piccolo grande amore